# Engelbert Gutwenger
Engelbert Gutwenger SJ (* 6. Juni 1905 in Essen; † 13. Januar 1985 in Innsbruck) war ein deutscher römisch-katholischer Theologe und Jesuit.

## Leben
1922 trat Gutwenger in die Gesellschaft Jesu ein. Er studierte von 1927 bis 1930 in Pullach Philosophie und von 1933 bis 1937 in Innsbruck Theologie. Am 26. Juli 1936 wurde er in Innsbruck zum Priester geweiht. Gutwenger lehrte als Theologieprofessor in Heythrop (1939–1946). Ab 1947 unterrichtete er in Innsbruck Fundamentaltheologie, Dogmatik und auch Philosophie. 1949/50 war er Vize-Rektor im Canisianum. 1961/62 war Gutwenger Rektor der Universität Innsbruck. 1975 wurde er emeritiert. 

## Schriften (Auswahl)
- Die Vollkommenheit. Wien 1948, OCLC 249722558.
- Wertphilosophie. Mit besonderer Berücksichtigung des ethischen Wertes. Innsbruck 1952, OCLC 851001830.
- Bewußtsein und Wissen Christi. Eine dogmatische Studie. Innsbruck 1960, OCLC 800129088.
- Inspiration und geschichtliche Wahrheit. Innsbruck 1962, OCLC 256725159.